# 上海海关
中华人民共和国上海海关是中华人民共和国海关总署在上海市设立的海关，驻地位于上海市中山东一路13号，负责的关区为上海市全境（含洋山港）。

## 沿革
该海关前身为江海关。1949年5月上海解放后，江海关由上海市军事管制委员会接管，其中大部分洋员未予留用，其余洋员和华员待遇一致。当年9月，9名洋员退职归国；10月25日，海关总署成立，总税务司署正式撤销。1950年2月16日，江海关奉海关总署之命令，更名为中华人民共和国上海海关。
1950年3月，江海关内部编制调整结束，由七个课改编为八个科、一个室，人员编制由3100余人缩为1250人。当年12月，上海海关将海务、港务工作移交给交通部门。1953年1月，上海海关合并上海市对外贸易局，建制直属海关总署，行政上则由对外贸易部华东特派员办事处领导。1955年9月，根据国务院《关于调整各地海关任务和领导关系的通知》，上海市对外贸易局恢复建制，上海海关改为对外贸易部直属单位，并同时受上海市人民委员会领导和上海市对外贸易局的指导。1961年11月，依据国务院规定，上海海关划转地方，改隶上海市外贸局。1964年4月，上海海关在虹桥机场设立行李检查处和机场办事处。
进入文化大革命后，上海海关被“造反纵队”、“造反兵团”夺权。造反派成立“联合总部”、“上海海关革命委员会”，控制了上海海关，审查、批斗数十名老海关人员，并解除了海关对进出口货物监管职责。1968年12月，经上海市革命委员会同意，海关改由上海市革委会财贸组（财贸办公室）归口管理。
1980年2月9日，依据国务院决定，海关建制收归中央，海关总署统一管理、所在省、市、自治区人民政府监督指导，恢复垂直管理体制，上海海关改由上海市进出口办公室管理。1983年5月25日，上海市进出口办公室改为上海市对外经济贸易委员会，继续管理海关。1987年1月，全国人大常委会通过《中华人民共和国海关法》，上海海关依法由海关总署垂直管理。

## 下设机构
内设机构 
- 办公室
- 加工贸易监管处
- 技术处
- 教育处
- 离退休干部办公室
- 法规处
- 综合统计处
- 财务处
- 督察内审处
- 关税处
- 稽查处（企业管理处）
- 关务保障处
- 机关党委（思想政治工作办公室、政治部办公室）
- 监管通关处（行邮监管处）
- 缉私局
- 人事处

下属海关 
- 上海浦东国际机场海关
- 上海虹桥机场海关
- 洋山海关（芦潮港）
- 徐汇海关
- 嘉定海关
- 奉贤海关
- 龙吴海关
- 上海浦东海关
- 上海浦江海关
- 上海车站海关（旅检、杨浦、闵行）
- 虹口海关
- 金山海关
- 崇明海关
- 上海外高桥保税区海关
- 上海外高桥港区海关
- 上海邮局海关
- 杨浦海关
- 松江海关
- 上海会展中心海关
- 上海科创中心海关
- 宝山海关
- 黄浦海关
- 莘庄海关
- 青浦海关
- 上海吴淞海关
- 上海钻石交易所海关

派驻机构
- 审单处
- 现场业务一处
- 现场业务二处
- 现场业务三处

其他下属部门 
- 海关总署税收征管局（上海）
- 海关总署风险防控局（上海）
- 上海海关风险防控分局
- 上海海关后勤管理中心
- 上海国际旅行卫生保健中心（上海海关口岸门诊部）
- 上海海关动植物与食品检验检疫技术中心
- 中国电子口岸数据中心上海分中心
- 上海海关机电产品检测技术中心
- 上海海关工业品与原材料检测技术中心